# Franciszek Venulet
Franciszek Venulet (ur. 16 listopada 1878 w Warszawie, zm. 14 listopada 1967 w Łodzi) – polski lekarz patolog i fizjopatolog, nauczyciel akademicki, profesor uniwersytetów: Moskiewskiego, Warszawskiego i Łódzkiego oraz Akademii Medycznej w Łodzi.

## Życiorys

### Edukacja
Po ukończeniu Drugiego Gimnazjum Klasycznego w Warszawie studiował medycynę na Cesarskim Uniwersytecie Warszawskim (ros. Императорский Варшавский Университет). Studia skończył z odznaczeniem w roku 1904.

### Początek pracy zawodowej i specjalistyczne studia zagraniczne
Warszawa
Pracę zawodową rozpoczął (wrzesień 1904 – kwiecień 1905) w Szpitalu Ewangelickim w Warszawie, na Oddziale Wewnętrznym (interna), którym kierował dr Leon Babiński.
Moskwa – Berlin – Monachium – Moskwa
Po wyjeździe do Moskwy pracował początkowo (7 miesięcy od kwietnia 1905) w Szpitalu św. Włodzimierza, na oddziałach pediatrycznych (błonica, płonica, chirurgia dziecięca). W roku 1906 odbył studia specjalistyczne z anatomii patologicznej w Berlinie, a w roku 1908 – studia uzupełniające w Monachium. W roku 1910 obronił w Moskwie pracę doktorską O zmianach węzłów wewnątrzsercowych w doświadczalnym zapaleniu osierdzia, a w 1912 roku uzyskał habilitację na Uniwersytecie Moskiewskim. Wykład habilitacyjny wygłosił na temat: Znaczenie badań doświadczalnych dla nauki o powstawaniu nowotworów. Po habilitacji zajmował stanowisko prosektora w Katedrze Patologii Ogólnej i Doświadczalnej Uniwersytetu Moskiewskiego i w Instytucie im. Morozowa (1911–1913), w którym zajmowano się nowotworami złośliwymi. Prowadził też wykłady z patologii ogólnej nowotworów złośliwych oraz z patologii ogólnej w pełnym zakresie (rok akademicki 1913/1914). W latach 1914–1918 wykładał patologię doświadczalną (część kursu patologii). W roku 1918 wrócił do Polski.

### Praca zawodowa po powrocie do Polski
Lata 1918–1939

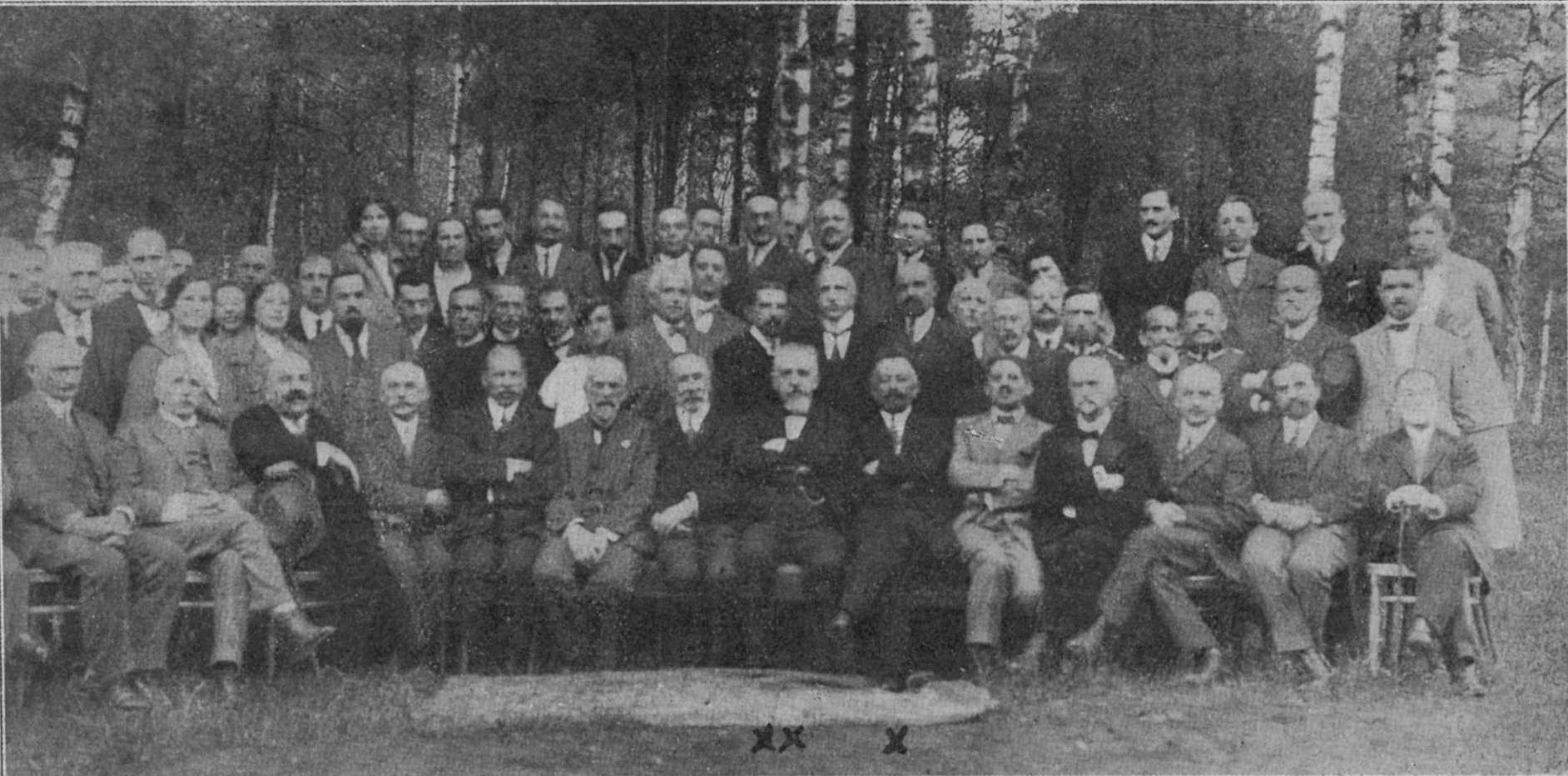
Łódzkie Towarzystwo Lekarskie w roku 1923 (uroczystość pożegnania Antoniego Mikulskiego, przenoszącego się z Łodzi do Uniwersytetu Wileńskiego)

W okresie 1918–1925 mieszkał i pracował w Łodzi. Do końca roku 1924 kierował Miejską Pracownią Bakteriologiczną. Był również kierownikiem filii Państwowego Zakładu Higieny w Łodzi (wcześniej Państwowy Zakład Epidemiologiczny). W roku akademickim 1923/1924 dojeżdżał do Warszawy na wykłady patologii ogólnej i doświadczalnej. Z końcem roku 1924 zdecydował się na rezygnację z pracy w obu instytucjach łódzkich (w tymże roku otrzymał tytuł członka honorowego Łódzkiego Towarzystwa Lekarskiego) i w styczniu 1925 roku przeprowadził się do Warszawy.
W Warszawie Franciszek Venulet, poza pracą dydaktyczną i naukową, prowadził intensywną działalność organizacyjną i społeczną. Uzyskał dotację Ministerstwa Wyznań Religijnych i Oświecenia Publicznego oraz Fundacji Rockefellera na zakup aparatury dla pracowni naukowo-badawczych i organizację biblioteki, działał m.in. jako przewodniczący Sądu Izby Lekarskiej Warszawsko-Białostockiej (1929), przewodniczący Towarzystwa Biologicznego (1930), członek Rady Naukowej Lotniczo-Lekarskiej (1931), delegat Wydziału Lekarskiego do senatu UW (rok akad. 1932/1933), kurator Żydowskiego Stowarzyszenia Medyków. W roku akademickim 1934/1935 pełnił funkcję dziekana Wydziału Lekarskiego UW.
Był członkiem Towarzystwa Lekarskiego Łódzkiego (od 1926). Uczestniczył w pracach Polskiego Towarzystwa Medycyny Społecznej, o czym świadczy m.in. odczyt Wpływ amonjaku na równowagę kwasowo-zasadową, przygotowany wspólnie z Franciszkiem Goebelem i Ryszardem Tislowitzem, który opublikowano w roku 1936. Utrzymywał kontakty naukowe ze specjalistami z innych krajów (w roku 1931 przez kilka miesięcy przebywał we Włoszech; uczestniczył w licznych międzynarodowych kongresach).
Demonstrował demokratyczne przekonania polityczne; skłaniał się do poglądów Tadeusza Kotarbińskiego (zob. np. etyka niezależna).
Lata 1939–1945
W czasie okupacji niemieckiej (1939–1945) uczestniczył w działalności tajnego Wydziału Lekarskiego Uniwersytetu Warszawskiego (w tym w Prywatnej Szkole Zawodowej dla Pomocniczego Personelu Sanitarnego w Warszawie dr. Jana Zaorskiego, oficjalnie „Prywatna Szkoła Zawodowa dla Pomocniczego Personelu Sanitarnego”) oraz Uniwersytetu Ziem Zachodnich. Prowadził wykłady dla 402 słuchaczy w 11 kompletach (142 osoby zdały egzamin). Istotną pomocą dla słuchaczy kursu patologii ogólnej były dwa pierwsze wydania podręcznika „Fizjopatologia ogólna”, napisanego już w czasie okupacji.
Prof. Venulet był inwigilowany przez gestapo, a jego domek przy ul. Czerniakowskiej dwukrotnie rewidowano. W czasie powstania warszawskiego został całkowicie zniszczony.
Po wojnie
W roku 1945 zamieszkał w Łodzi. Był współorganizatorem i profesorem kontraktowym Uniwersytetu Łódzkiego, a w roku 1950 został profesorem zwyczajnym nowo utworzonej Akademii Medycznej (miał wówczas 72 lata). Zorganizował nowy Zakład Patologii Ogólnej i Doświadczalnej (ul. Narutowicza 60). W latach 1946–1961 wykonano tam prace naukowe, których wyniki stały się tematem 103 publikacji i podstawą sześciu prac doktorskich.
Był czynny zawodowo do roku 1962 w łódzkiej AM i jako kierownik Katedry Patologii Ogólnej w WAM w Łodzi. Przeszedł na emeryturę w wieku niemal 84 lat, po czym nadal utrzymywał kontakt z uczelnią (był promotorem pracy doktorskiej w latach 1962–1965).

## Badania naukowe i publikacje
Prowadził prace naukowe w dziedzinie fizjopatologii, dotyczące np. zaburzeń równowagi kwasowo-zasadowej, witaminologii, endokrynologii, serodiagnostyki kiły. Był pionierem polskich badań wpływu dymu tytoniowego na stan zdrowia, które obejmowały problemy:
- odporności,
- rozwój organizmu i karcynogenezy,
- fizycznej wydolności organizmu,
- funkcji kory nadnerczy,
- poziomu witaminy C w organizmie.

Jego współpracownikami – członkami zespołu badawczego – byli: prof. Andrzej Danysz, Piotr Demant, Henryk Gnoiński, Franciszek Goebel, Władysław Ostrowski, Bronisław Szerszyński i inni (wśród nich: Kazimierz Czerski, Jan Dmochowski, Rościsław Kadłubowski, Helena Lausz, Tadeusz Majcherski, Zofia Moskwa, Stefan Skapiński).
Jest autorem ponad 300 publikacji naukowych (w tym ponad 100 – bez współautorów)
W biografii, opublikowanej w roku 1982, zamieszczono wykaz 106 publikacji. W katalogu WorldCat wymieniono 36 najbardziej popularnych prac autorstwa lub współautorstwa Franciszka Venuleta, a wśród nich – jako najbardziej istotne – książki:
- Co o nałogu palenia tytoniu wiedzieć należy (pięć wydań w okresie 1956–1958)
- Fizjopatologia ogólna (dwa wydania w roku 1948)
- Szczegółowa fizjopatologia (trzy wydania w roku 1957)
- Fizjopatologia szczegółowa (trzy wydania w latach 1951–1953)
- Dziedziczność i konstytucja (dwa wydania w roku 1926)
- Anatomja, patologja i klinika układu siateczkowośródbłonkowego (wyd. w 1929; współautorzy: Ludwik Paszkiewicz, Mściwój Semerau-Siemianowski)
- Patologja ogólna i doświadczalna: repetitorium podług wykładów Franciszka Venuleta (2 wydania w roku 1926)
- De l’abaissement du taux de la vitamine C dans l’organisme des fumeurs (dwa wydania w roku 1953; współautor: Zygmunt Moskwa)
- Spadek poziomu witaminy C w ustroju pod wpływem dymu tytoniowego (wyd. w roku 1952; współautor: Zofia Moskwa)
- Über die ansäuernde Wirkung von Ammoniak (wyd. w roku 1937; współautorzy: Franciszek Goebel, Ryszard Tislowitz).

## Odznaczenia i wyróżnienia
Otrzymał:
- Order Świętego Stanisława
- Order Świętej Anny (w Moskwie)[k]
- Krzyż Oficerski Orderu Odrodzenia Polski
- Medal 10-lecia Polski Ludowej.

Został wyróżniony tytułem członka honorowego Towarzystwa Lekarskiego Łódzkiego (1924).

## Upamiętnienie
Imię profesora Franciszka Venuleta nadano cyklowi konferencji pt. „Tytoń albo zdrowie”. Konferencje, organizowane corocznie w różnych miastach Polski, są forum wymiany doświadczeń i integracji środowisk zainteresowanych problemami szkodliwości palenia i sposobami walki z tym nałogiem. W organizację konferencji włączają się m.in.: Centrum Onkologii – Instytut im. Marii Skłodowskiej-Curie, Główny Inspektorat Sanitarny, Ministerstwo Zdrowia, Obywatelska Koalicja „Tytoń albo Zdrowie”, Rządowa Rada Ludnościowa.
Pamięć o Franciszku Venulecie wyraził w roku 1982 prof. Jan Wojciech Guzek w artykule napisanym dla uczczenia 15. rocznicy jego śmierci. Wspomnienie zakończył słowami:

Profesor Franciszek Venulet pozostał w pamięci współczesnych jako wszechstronnie wykształcony lekarz-badacz i nauczyciel o szerokim, humanistycznym spojrzeniu na życie, o zainteresowaniach rozległych, znacznie wykraczających poza problematykę nauk lekarskich. Postać sędziwego Profesora – znawcy filozofii, literatury i sztuki, wnosiła w rzeczywistość naszej uczelni lekarskiej lat pięćdziesiątych i sześćdziesiątych pewien rys tradycyjnego obyczaju akademickiego: odbicie przeszłości, której istotną, głęboką wartość w pełni uświadamiamy sobie zazwyczaj dopiero wówczas, gdy już od nas odeszła.

## Życie rodzinne
Był synem Franciszka (1851–1912, według ankiety personalnej – „kierownika firmy”) i Natalii z domu Ernst (1855–1926), należących do ewangelickiej rodziny handlowców. Urodził się w roku 1878 w Warszawie, przy ul. Leszno 23. Miał siostrę Zofię (ur. 1880, zamężna Masterhazy), która została nauczycielką. Zmarła 17 stycznia 1945 w Ravensbrück (KL).
Ożenił się w Moskwie w 1912 roku z Jadwigą Heuss (1887–1968). Małżonkowie mieli dwoje dzieci: córkę Marię (ur. 1915) i syna Jana (1921–2011 ur. w Łodzi). Jan Venulet poszedł zawodowymi śladami ojca – studiował medycynę na tajnym Wydziale Medycznym UW, został profesorem farmakologii.
Franciszek Venulet zmarł w Łodzi 15 listopada 1967 roku. Trumna, początkowo złożona na łódzkim Cmentarzu Doły (w części rzymskokatolickiej pw. św. Wincentego à Paulo), została w roku 1968 przewieziona do Warszawy, na cmentarz ewangelicko-augsburski (aleja 9, grób 46).